# Károly Hornig
Károly Hornig, madžarski rimskokatoliški duhovnik, škof in kardinal, * 10. avgust 1840, Budimpešta, † 9. februar 1917.

## Življenjepis
10. decembra 1862 je prejel duhovniško posvečenje.
1. julija 1888 je bil imenovan za škofa Veszpréma in 8. septembra istega leta je prejel škofovsko posvečenje.
2. decembra 1912 je bil povzdignjen v kardinala in 28. maja 1914 je postal kardinal-duhovnik S. Agnese fuori le mura.